# Guido Groß
Guido Groß es un deportista alemán que compitió en remo como timonel. Ganó una medalla de bronce en el Campeonato Mundial de Remo de 1993, en la prueba de cuatro con timonel.

## Palmarés internacional
| Campeonato Mundial | Campeonato Mundial       | Campeonato Mundial | Campeonato Mundial |
| Año                | Lugar                    | Medalla            | Prueba             |
| ------------------ | ------------------------ | ------------------ | ------------------ |
| 1993               | Račice (República Checa) | Medalla de bronce  | Cuatro con timonel |